# 大島正健
大島 正健 （おおしま まさたけ、安政6年7月15日（1859年8月13日） - 昭和13年（1938年）3月11日） は日本人の宗教家・教育者・言語学者。札幌農学校（現在の北海道大学）の第1期生であり、クラーク博士の教育指導を直接受けた一人となった。クラークの 'Boys, be ambitious' （青年よ、大志をいだけ） との言葉を後世に残す上で大きな役割を果たした。甥に大島正徳。

## 経歴

### 出生

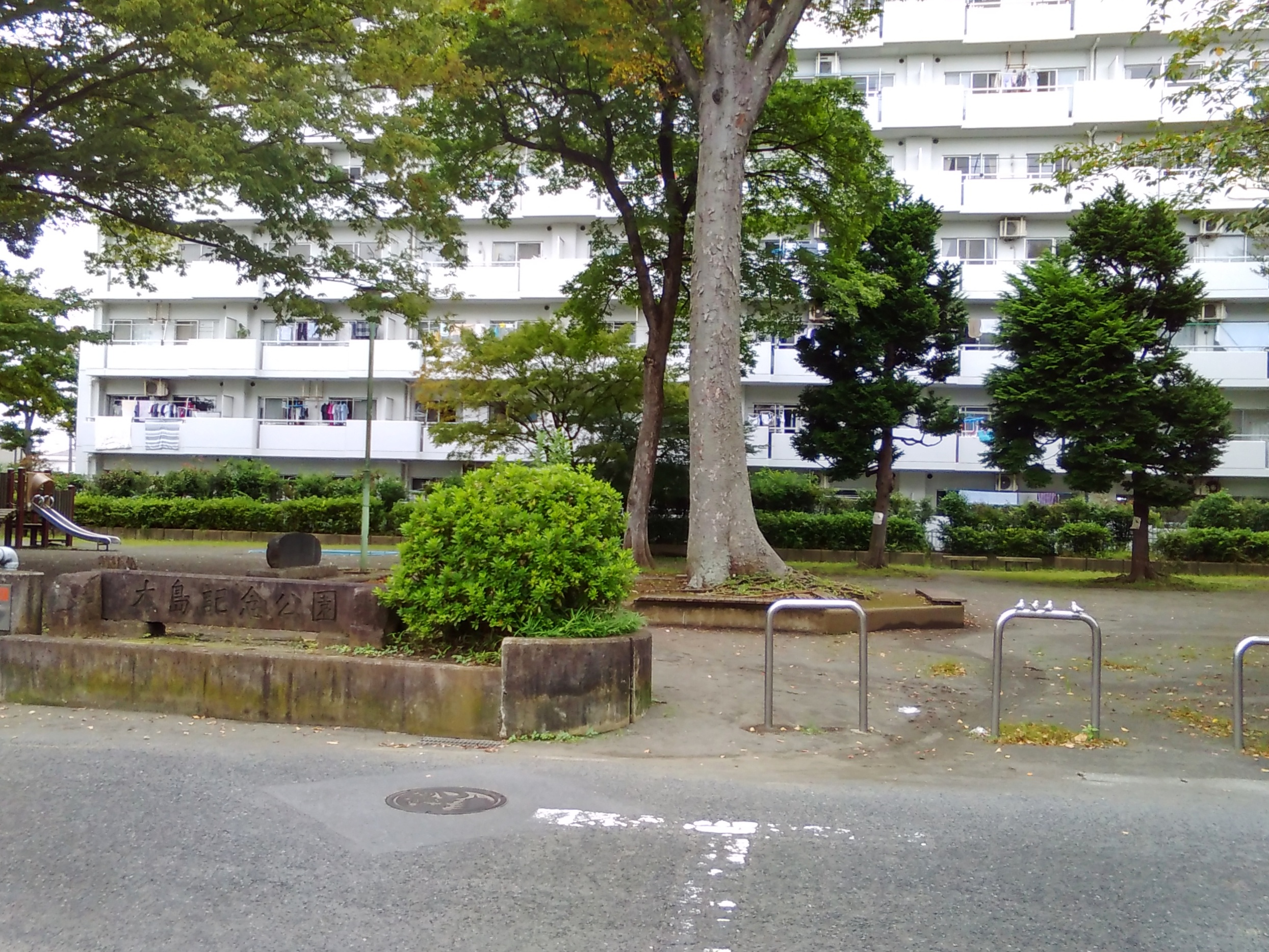
生家跡、大島記念公園

1859年（安政6年）、相模国高座郡中新田村（現在の神奈川県海老名市）の名主、大島彦三郎正博・その妻 縫（縫子）の四男（実質次男）として生まれた。幼名は金太郎。兄（三男、実質長男）の頼三郎正義が温厚でおとなしかったのに対し、金太郎は活発な性格であったという。生家は1923年（大正12年）の関東大震災で倒壊し、跡地は大島記念公園として残されている。
金太郎は幼少時より勉学を良くし、寺子屋で助教を務めるようになった。1873年（明治6年）、村に新設された小学校の教師の薦めにより、東京・牛込若宮町にあった私立の英語学校、逢坂学校に遊学した（この頃までに元服し、正健と改名）。1年ほどで学校に飽き足らなくなり、さらに官立東京英語学校（後の第一高等学校）に進学した。1876年、意気盛んな生徒の一人だった正健は、開拓使札幌学校農学専門部（9月に札幌農学校と改称）の生徒募集に応じ、7月、第1期生として入学した。

### 札幌農学校時代
札幌農学校第1期生16人は、教頭クラークの徳育を直接に受けた。開校直後にクラークは、学生らにただ一言、'Be gentleman'（紳士たれ）との鉄則を示した。大島は、終生この鉄則を意識した人生を送ることになった。1876年（明治9年）に、札幌農学校に着任わずか2日後のクラーク立ち合いのもと、第1期生の伊藤一隆がクラークの宿舎において英国国教会（CMS）の宣教師ウォルター・デニングから洗礼を受けていたが、1877年（明治10年）3月には、クラークに感化された第1期生全員は、「イエスを信ずる者の誓約」 (Covenant of Believers in Jesus) に署名し、伊藤以外の生徒もキリスト教徒となることを誓った（同年9月にはメソジスト監督のメリマン・ハリスより正式に洗礼を受けている）。
1877年4月16日、クラークは任期を終えて札幌農学校を去った。大島はクラークとの別離を漢詩に詠んでいる（クラークの別離の言葉については、ウィリアム・スミス・クラークを参照のこと）。
```
懐クラーク先生
　
 青年奮起立功名
 馬上遺言籠熱誠
 別路春寒島松駅
 一鞭直蹴雪泥行
```

札幌農学校在学中は、第2期生の新渡戸稲造、内村鑑三らと親交を深めた。内村は元々はキリスト教に強固に反対していたが、大島らの熱心な教化により、キリスト者となった。

### 札幌勤務時代
1880年（明治13年）7月、大島は札幌農学校を卒業し、開拓使御用係となった。同年10月には札幌農学校予科教員となり、和漢学・地理学を担当した。1883年3月には助教に昇格している（地文学・代数学を担当）。同年8月、伊藤一隆の妹の平野千代と結婚し、翌1884年6月には、長男 正満が誕生した。
1886年、札幌独立キリスト教会から牧師に任命されたが、按手を受けていなかったことが外部のキリスト教会で問題視されたため、1888年に新島襄の仲介で按手礼を受けた。しかしこのことがいかなる組織にも帰属しない独立教会の内部の反発を買い、後に札幌を去ることになるきっかけとなった（クラーク先生とその弟子たち、「新島襄先生来る」より）。
1891年4月～1894年3月まで、スミス女学校（現在の北星学園女子中学高等学校）3代校長。
1892年4月、佐藤昌介校長心得（農学校の同期。後の北海道帝国大学初代総長）より、牧師と教員（1889年から教授）との兼務を諫められたため、牧師の職を辞した。

### 関西勤務時代
1893年（明治26年）10月、大島は札幌農学校を辞職した。直後の11月10日、札幌農学校は文部省直轄学校となった（勅令第208号）。『クラーク先生と その弟子たち』（1993年版） 301-303頁（大島智夫稿）は、札幌農学校は文部省直轄学校となる条件として文部大臣から教授定員削減を求められており、佐藤昌介校長が大島に暗に教授辞職を迫ったのはそのため、と結論付けている。
大島は京都の同志社普通学校の教授（数学担当）に転じた。3年後の1896年7月、同志社を辞職し私立奈良尋常中学校（奈良英和学校の後身）の校長となった。このころ、同志社中学から放校処分を受けた金山平三を引き受けて、奈良中学に入学させている。私立奈良尋常中学校は聖公会系のミッションスクールで、現在の奈良県庁付近にあったが、1901年3月に廃校となった。

### 甲府勤務時代
現在の山梨県立甲府第一高等学校の前身、県立山梨県第一中学校（1906年から山梨県立甲府中学校）は生徒の気性が荒く、同盟休校事件を起こすなど難物学校だったが、1898年着任の前校長・幣原坦によって再建された。幣原が1900年11月に転任した後は後任が決まっていなかったが、大島の務める私立奈良尋常中学校が1901年3月に廃校することもあり、麻布中学校校長・江原素六による推薦、加藤知事の決断により、大島の校長赴任が決まった。
大島着任の際、生徒らは一斉に講堂の床を踏み鳴らして手荒い歓待を行なった。大島は 「静かにしろ、ヤマザルども ! 」 と一喝して静めたという。この 「山猿」 たちを、大島は紳士として育てようとした。校長自ら修身の授業を担当し、度々クラーク博士の逸話を生徒らに語って聞かせた。'Boys, be ambitious!' は山梨県立甲府第一高等学校の校是の一つとなっている。甲府で大島の薫陶を受けた者の中に、石橋湛山がいる。石橋は留年を繰り返したおかげで、奇しくも大島の教えを受けることができた、と後に述懐した。同校には石橋による 'Boys, be ambitious!' 碑が残る。
大島は生徒の目を世界に開かせるため、英語教育に注力した。野尻抱影は大島の長男 正満の中学時代の同級生で、正満の推挙により、甲府に英語教師として招かれた。野尻は後に大島の娘婿となっている。

### 宮崎・京城勤務時代
1914年（大正3年）9月、大島は甲府中学校校長を辞し、10月に宮崎県立宮崎中学校（現・宮崎県立宮崎大宮高等学校）校長となった。この宮崎中学も学校騒動を起こす荒れた学校であった。甲府時代と異なり教育効果も上がらず、1916年1月で校長を辞した。
1916年6月、大島は京城（現・ソウル特別市）の私立セブランス医学校（現・延世大学校）教授となった（1920年3月まで）。また、養正高等普通学校でも教えた。当初は単身赴任だったが、1921年から妻 千代・末娘らも京城に移った。妻は翌1922年10月、赤痢で病死した。京城勤務時代には、ほかに三女 麗（野尻抱影夫人）・五男 力を喪っている。

### 晩年

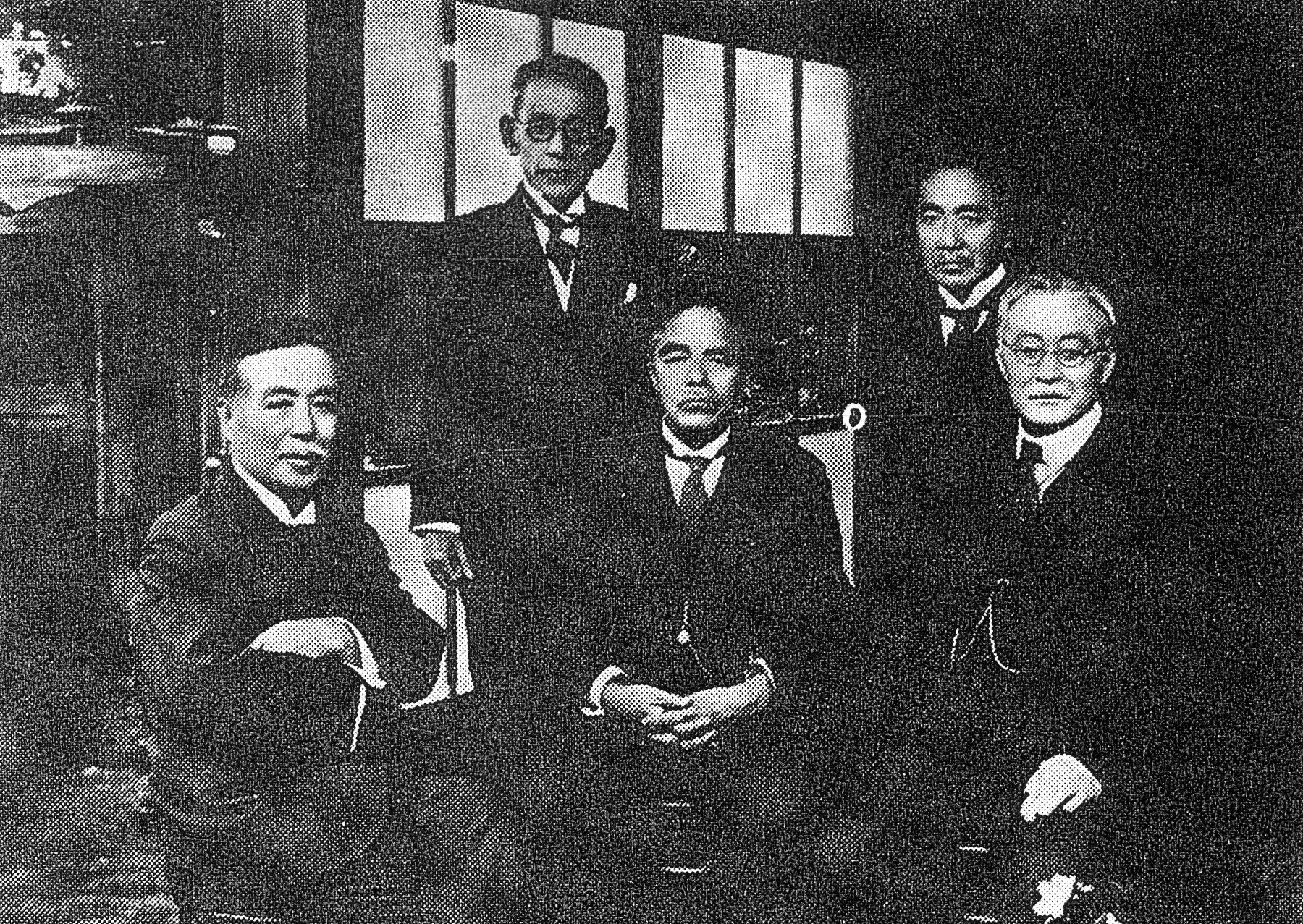
札幌バンドの内村、新渡戸、広井、伊藤らとハリス宣教師の墓参り、大島は後列右

1923年（大正12年）、大島は内地に引き揚げ、やはり台湾から引き揚げていた長男 正満一家と同居を開始した。1928年（昭和3年）3月、1919年に京都帝国大学に受理されていた論文 『支那古韻考』 により、同大学から文学博士号が授与された。これが縁で、1932年から東京文理科大学の講師を嘱託された（音韻学を担当）。1933年、正満一家は目黒区中根町に転居し、ここが大島の終の住処となった。
1935年6月、東京文理科大学での最終講義を終えた二日後に、大島は脳卒中で倒れ、以後寝たきりの生活となった。病床で大島はクラークやその直弟子らの思い出を語り、それを長男 正満が書き留めた。これは1937年に 『クラーク先生と その弟子たち』 として出版された（#参考書籍を参照）。
1938年3月11日、死去。意識が無くなる前に最後に遺した言葉は、「ヒム (Hymn) を取れ」 であった（札幌農学校時代から常に携帯していた、歌詞のみの賛美歌集）。

## 年表
- 1859年（安政6年）7月15日　相模国高座郡中新田村（現・神奈川県海老名市）にて出生。幼名 金太郎。
- 1873年（明治6年）　上京し、逢坂学校に入学。
- 1875年（明治8年）　官立東京英語学校に編入。
- 1876年（明治9年）7月　札幌学校（9月に札幌農学校と改称）に第1期生として入学。
- 1877年（明治10年）3月　「イエスを信ずる者の誓約」 に署名し、事実上キリスト教徒となる。
- 1877年4月16日　クラークと別離。
- 1880年（明治13年）7月　札幌農学校を卒業（農学士）。開拓使御用係・札幌農学校予科教員となる。
- 1886年（明治19年）　札幌独立キリスト教会より牧師に任ぜられる。
- 1892年（明治25年）　牧師を辞任。
- 1893年（明治26年）　同志社普通学校教授に転じる。
- 1896年（明治29年）　私立奈良中学校校長。
- 1901年（明治34年）3月　私立奈良中学校廃校。山梨県中学校（県立山梨県第一中学校、後の山梨県甲府中学校、現・山梨県立甲府第一高等学校）校長として赴任。
- 1914年（大正3年）　宮崎県立宮崎中学校（現・宮崎県立宮崎大宮高等学校）校長。
- 1916年（大正5年）　京城に赴任。私立セブランス医学校教授、私立養正高等普通学校教師を歴任。
- 1923年（大正12年）　内地に引き上げ、長男 正満の家族と同居。
- 1928年（昭和3年）　京都帝国大学より文学博士号を授与される。(論文 『支那古韻史』による）
- 1932年（昭和7年）- 1935年（昭和10年）　東京文理科大学講師（音韻学）。
- 1935年（昭和10年）6月　脳卒中で倒れる。
- 1938年（昭和13年）3月11日　死去。

## 栄典
- 1891年（明治24年）12月21日 - 正八位[7]
- 1910年（明治43年）12月26日 - 勲六等瑞宝章[8]

## 著書
飯田利行（音韻学者）によるリストより抜粋。年代順。
- 『支那古韻考』（明治31年、丸善）
- 『音韻漫録』（明治31年、内外出版協会）
- 『改訂韻鏡』（明治45年、昭和2年再版）
- 『翻切要略』（明治45年、三省堂）
- 『韻鏡音韻考』（甲府時代、啓成社）
- 『国語の組織』（大正3年、長風社）
- 『韻鏡と唐韻広韻』（大正15年、昭和5年再版）
- 『韻鏡新解』（大正15年、孔版印刷）
- 『支那古韻史』（昭和4年、冨山房）　- 学位論文。
- 『漢字音韻考』（昭和5年、東京松雲堂）
- 『国語の語根とその分類』（昭和6年、第一書房）
- 『漢音呉音の研究』（昭和6年、第一書房）
- 『漢字の音変化』（昭和8年）